# Transport multimodalny

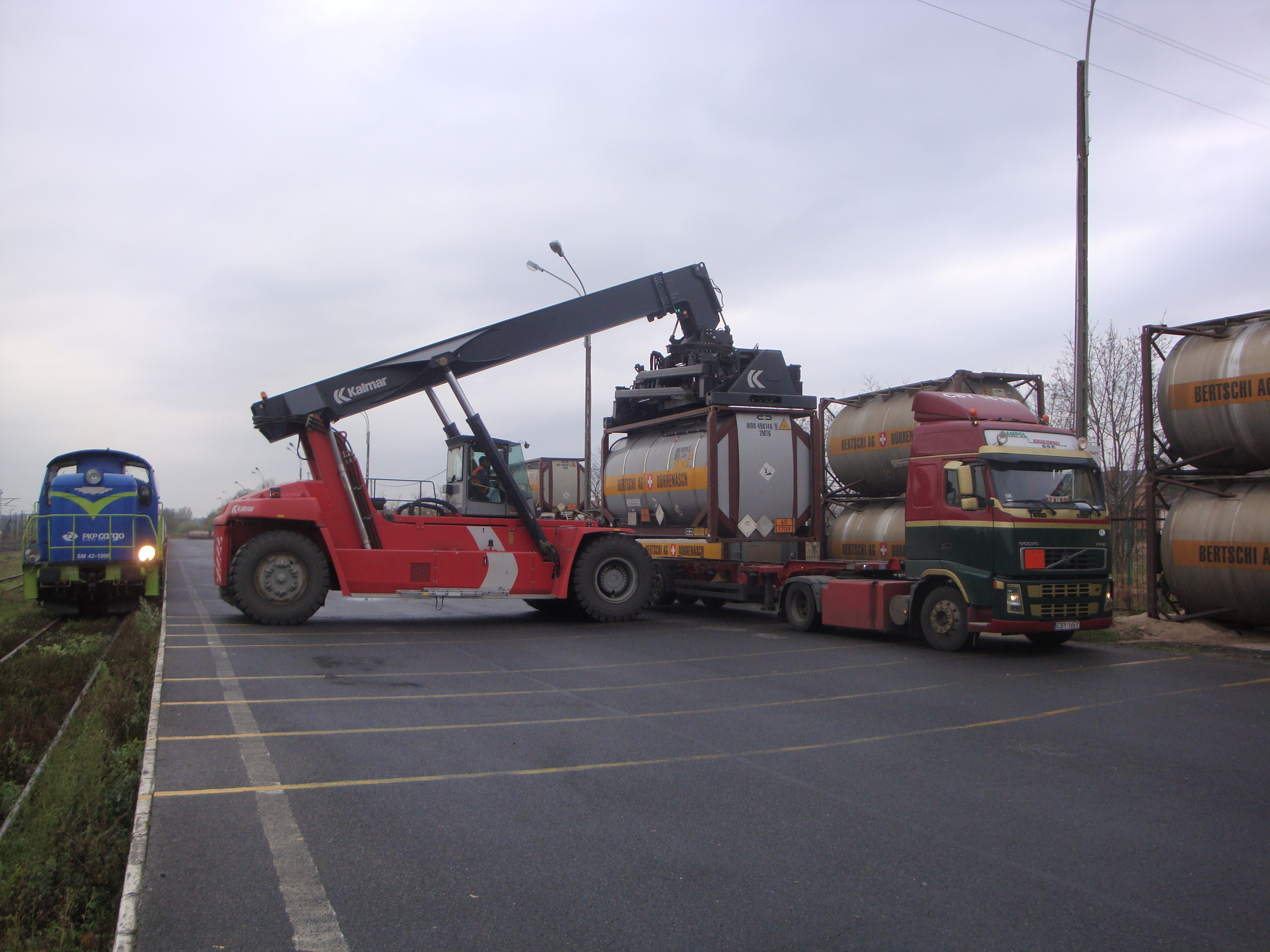
Przeładunek kontenerów z pociągu na naczepę ciężarówki

Transport multimodalny – oznacza przewóz osób lub towarów, przy użyciu dwóch lub więcej rodzajów transportu. Przy transporcie multimodalnym możliwa jest zmiana jednostki transportowej.